# Arboretum Debeli rtič
Arboretum Debeli rtič se nahaja na območju Mladinskega zdravilišča in letovišča Debeli rtič Za slovenske razmere je svojevrsten park, bogat s številnimi rastlinskimi vrstami. Park zdravilišča meri približno sedem hektarjev, v njem se nahaja okoli 4500 večjih rastlin, gre za pripadnike čez 230 vrst z vseh kontinentov.
Večina rastlin je starih do 50 let, v najstarejšem delu parka pa se nekateri predstavniki puhovca (Quercus pubescens) in bresta (Ulmus carpinifolia) ponašajo s starostjo 120-150 let. Začetek načrtnega urejanja parka sega v čas gradnje letoviškega centra v letu 1955. Velike zasluge za dopolnjevanje zbirke domačih in tujih rastlin pripadajo zagnanim posameznikom, ki so za ureditev parka skrbeli od samega začetka.

## Struktura parka
Jugovzhodni del parka  sestavlja razredčen avthohtoni gozd puhastega hrasta in bresta, prepreden s stezami in potmi. V osrednjem delu poleg rezidenc letovišča najdemo urejene gredice lončnic in okrasnih grmovnic predvsem neevropskega porekla. Proti zahodu park ob robu debelortiškega klifa prehaja v gozdiček vednozelenih sredozmeskih cipres (Cupressus sempervirens) ter alpskega bora (Pinus halepensis) in pinije (Pinus pinea). Robove vzhodnega dela kompleksa tvori gosta živa meja sredozemskih cipres, ki na južni strani preide v obojestranski drevored tudi več kot 15-metrskih dreves. Na travniku za drevoredom lahko poleg glicinije (Wisteria sinensis), jasminove troblje, pasijonke, forzicije in avstralske akacije, občudujemo tudi drevesa himalajskega bora z značilnimi dolgimi iglicami in velikimi storži.
Na nekaterih mestih v parku lahko naključno najdemo pripadnike zimzelenega hrasta – črnike (Quercus ilex), ki je avtohtona slovenska vrsta, a žal spada med ogrožene vrste. V ustreznih sezonah je moč zaslediti in celo poskusiti užitne plodove japonske nešplje, kivija (Actinidia chinensis), granatnih jabolk (Punica granatum), kakija (Dyospirus kaki), murve (Morus nigra) in več sort različnih smokev (Ficus Carica).
Sicer v parku prevladujejo iglavci: sredozemska cipresa, pinija in cedra (Cedrus sp.). Med grmovnicami je največ oleandrov (Nerium oleander), lovora in lepljivke, med manjšimi grmički pa prevladujejo rožmarin, sivka, mirta in jagodičnice.

### Sredozemski zeliščni vrt
V osrednjem delu v bližini letoviškega kongresnega centra, naletimo na urejen zeliščni vrt, kjer najdemo zelišča in dišavnice s spremljajočimi imenskimi tablicami. Oskrbovalci vrta pri izboru vrst poskušajo ohranjati usmerjenost v vzgojo tipično sredozemskih zelišč.

### Nepopoln seznam vrst v zeliščnem vrtu
- Navadna mirta – Myrtus communis
- Lovor – Laurus nobilis
- Rožmarin – Rosmarinus officinalis
- Bazilika – Ocimum basilicum
- Majaron – Origano majorana
- Origano - Origanum vulgaris
- Melisa – Melissa officinalis L.
- Žajbelj – Salvia officinalis L.
- Vrtni timijan – Thymus vulgaris L.
- Sivka – Lavandula angustifolia Mill.
- Pravi pelin – Artemisia absinthium L.
- Navadna aloja – Aloe vera
- Vinska rutica - Ruta graveolens
- Ameriški slamnik - Echinacea purpurea L.
- Zdravilni ognjič – Calendula officinalis L.
- Rožmarin – Rosmarinus officinalis L.
- Pehtran – Artemisia dracunculus L.
- Poprova meta – Mentha piperíta agg.
- Netresk – Sempervivum tectorum L.
- Materina dušica – Thymus sp.
- Kraški šetraj – Satureia Montana L.

## Obiskovalci parka
Poleg obiskovalcev letovišča, sredozemski park redno obiskujejo skupine osnovnošolcev, srednješolcev in študentov v okviru različnih taborov in šol v naravi.
Park predstavlja največjo urejeno zbirko sredozemskih rastlinskih vrst na Slovenski obali. Poleg turističnega potenciala ima lokacija veliko didaktično vrednost za izobraževanje mladih in ozaveščanje o ohranjanju kulturne in naravne dediščine Slovenske Istre.